# Hell Creek formáció
A Hell Creek formáció, Észak-Amerika egyik kőzetsorozata, a felső kréta végén és a paleocén korai szakaszában képződött. A Hell Creek formáció intenzíven tanulmányozott geológiai képződmény, mivel sok ősmaradványt tartalmaz, és segíthet megérteni a kréta–tercier kihalási eseményt. A Hell Creek formációhoz tartozó rétegsorok Montanában, Észak-Dakota, Dél-Dakota és Wyoming államok területén fordulnak elő.
Képződése folyóvizekhez és a kontinentális talapzathoz köthető, törmelékes üledékes kőzetek, főleg homokkő alkotja. Az szemcseméret változatos, vannak agyagos mállástermékek és a homok–agyag közt elhelyezkedő homokos agyagkövek és agyagos homokkövek (iszapkő). Sós- és édesvízi fáciesek is vannak. Elvétve mocsaras tőzegképződés is megfigyelhető. Észak-Amerika akkor szigetkontinens volt, amelynek keleti partvidékén a kréta maastrichti emeletében és a rákövetkező paleogén kezdeti szakaszában folyamatos üledékképződés zajlott.
A formáció leletegyütteseiben gerinctelenek, növények, emlősök, halak, hüllők és kétéltűek is találhatók. Legfontosabb leleteinek a dinoszauruszok maradványait tartják. A kréta végére elszigetelődő észak-amerikai kontinensen számos variáció alakult ki, leginkább a Hadrosauridae, Ceratopsidae családokban és a Carnosauria csoportban.

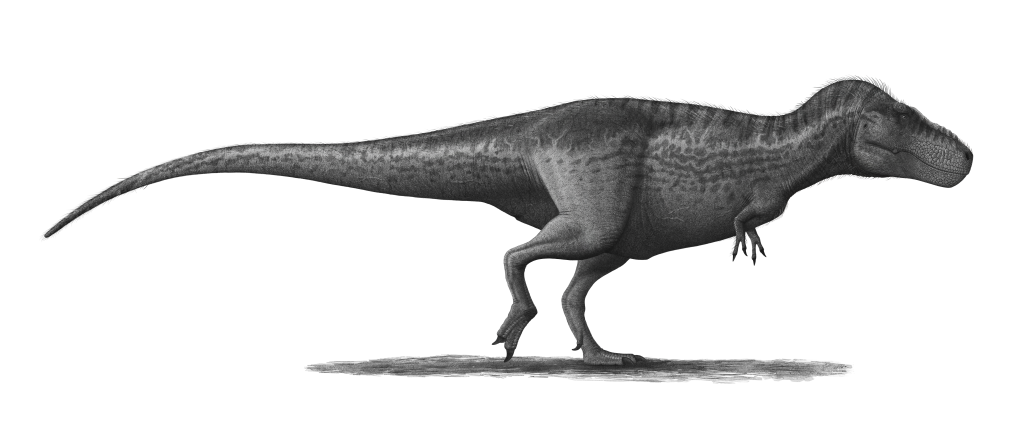
A Tyrannosaurus rex az egyik legnagyobb theropoda dinoszaurusz volt.
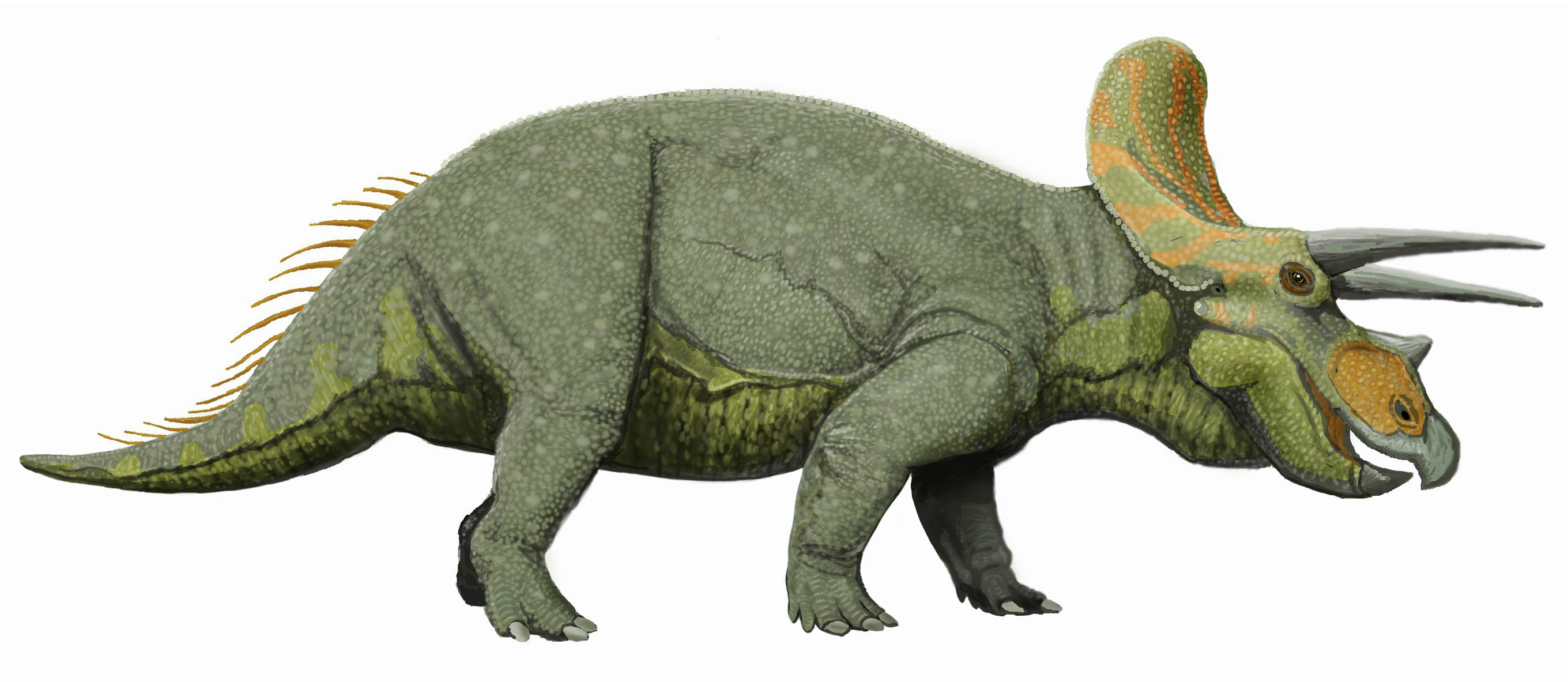
A Senckenberg Naturmuseumban található Triceratops csontváz alapján készült rekonstrukció
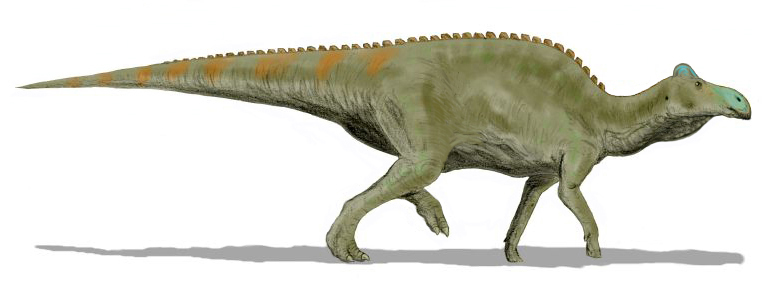
Az Edmontosaurus rekonstrukciója.
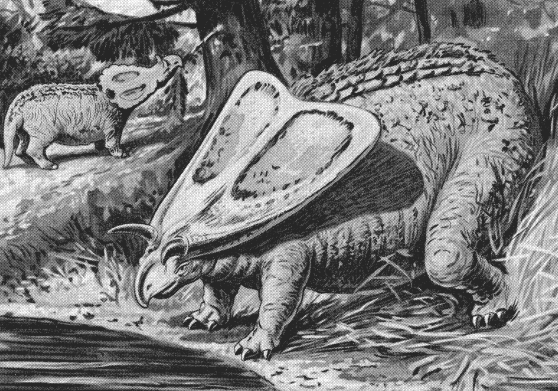
A Torosaurus elavult rekonstrukciója
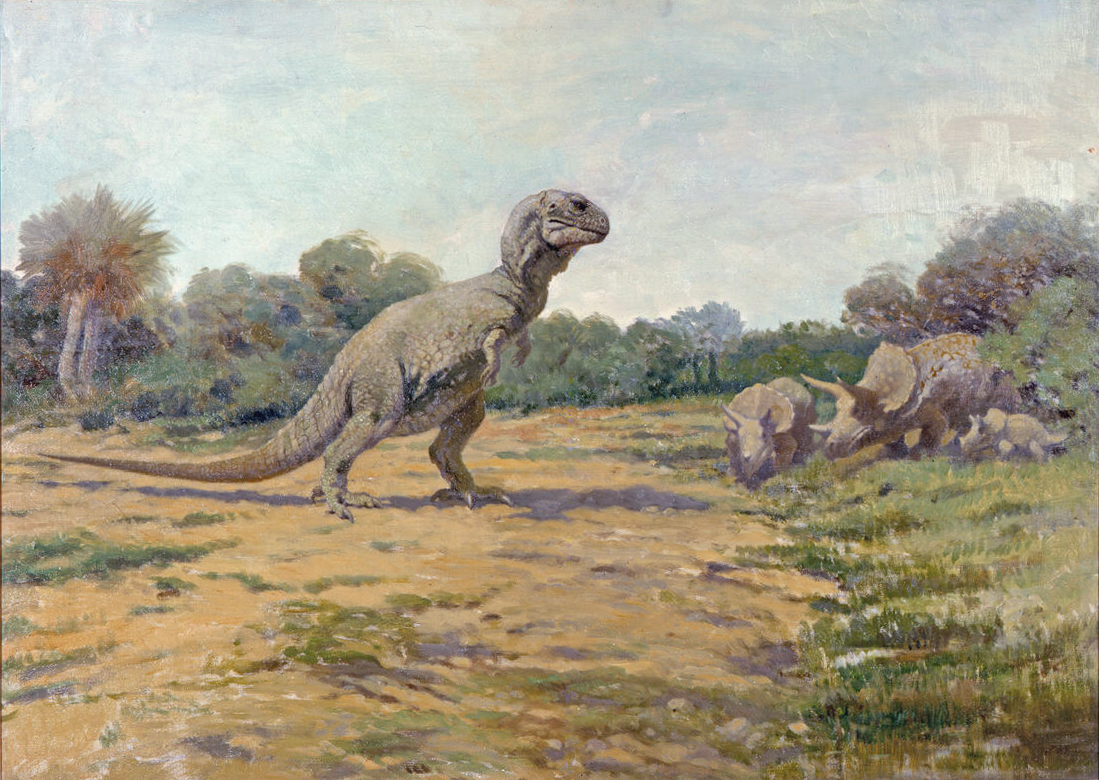
Elavult rekonstrukciók a Tyrannosaurusról és a Triceratopsról. (Készítette: Charles R. Knight)
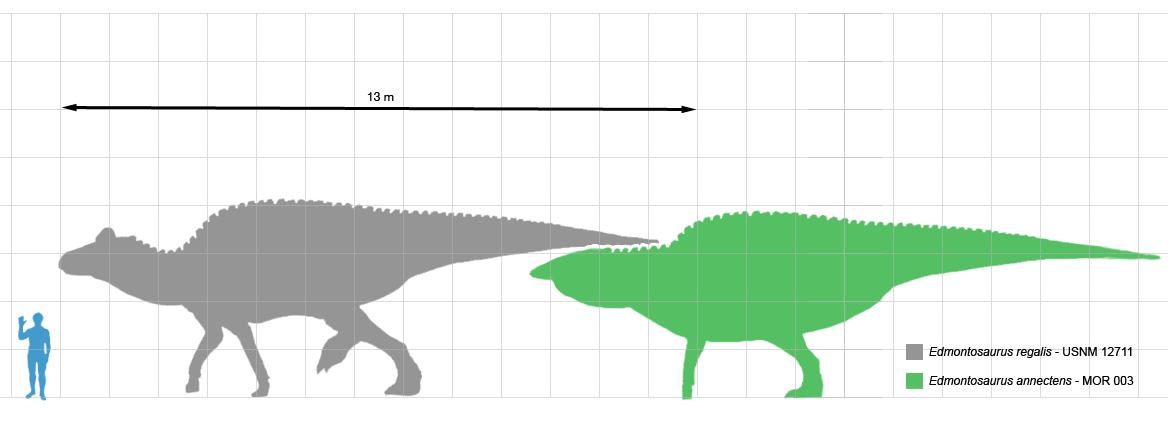
Az ember, az Edmontosaurus regalis és az Edmontosaurus annectens méretének összehasonlítása
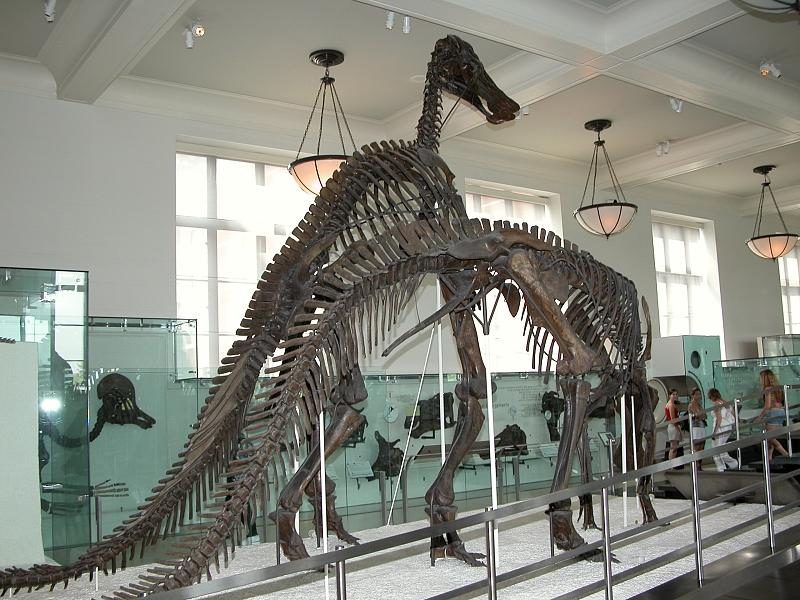
Az Anatotitan felállított csontváza.
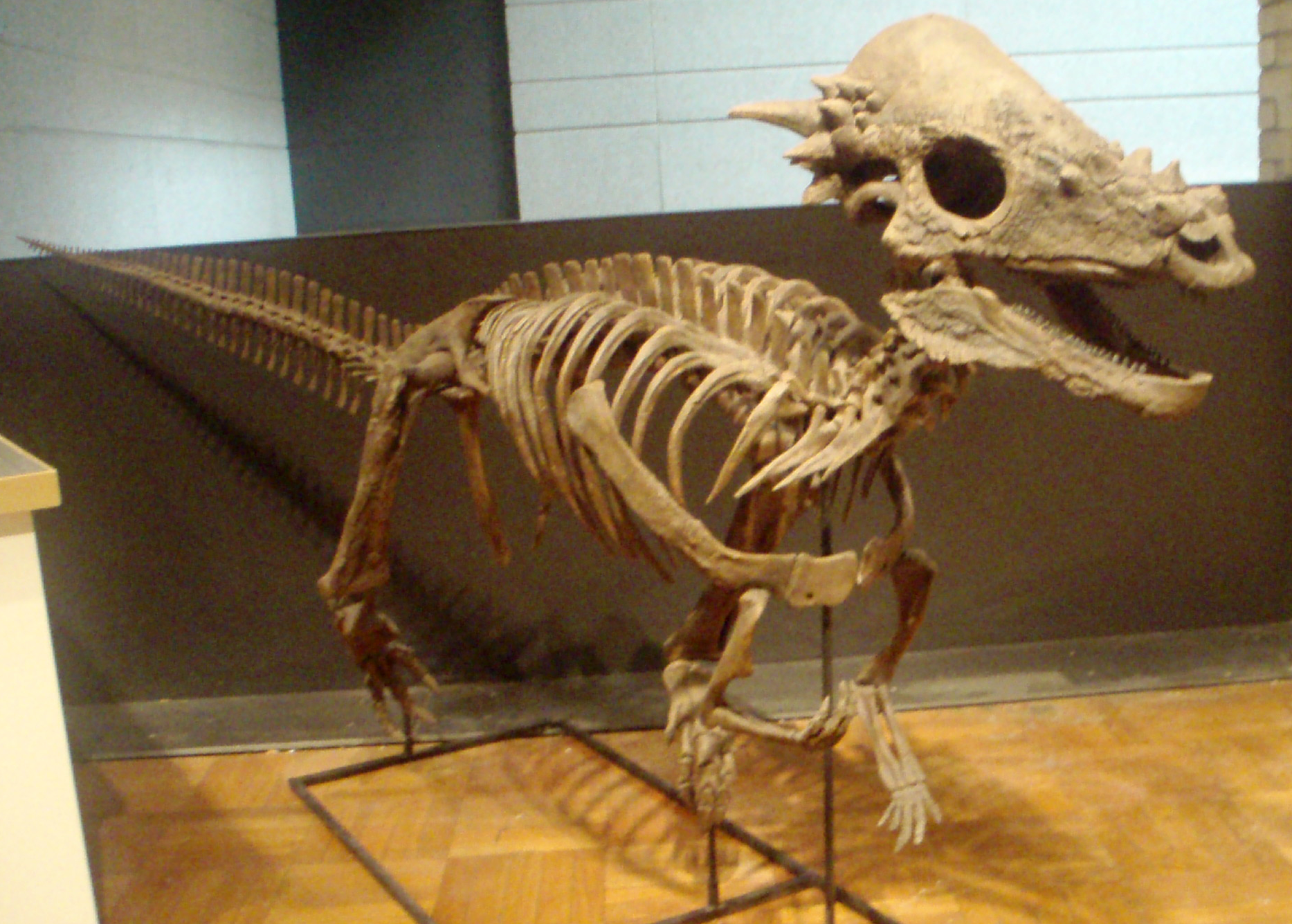
A Pachycephalosaurus felállított csontváza.
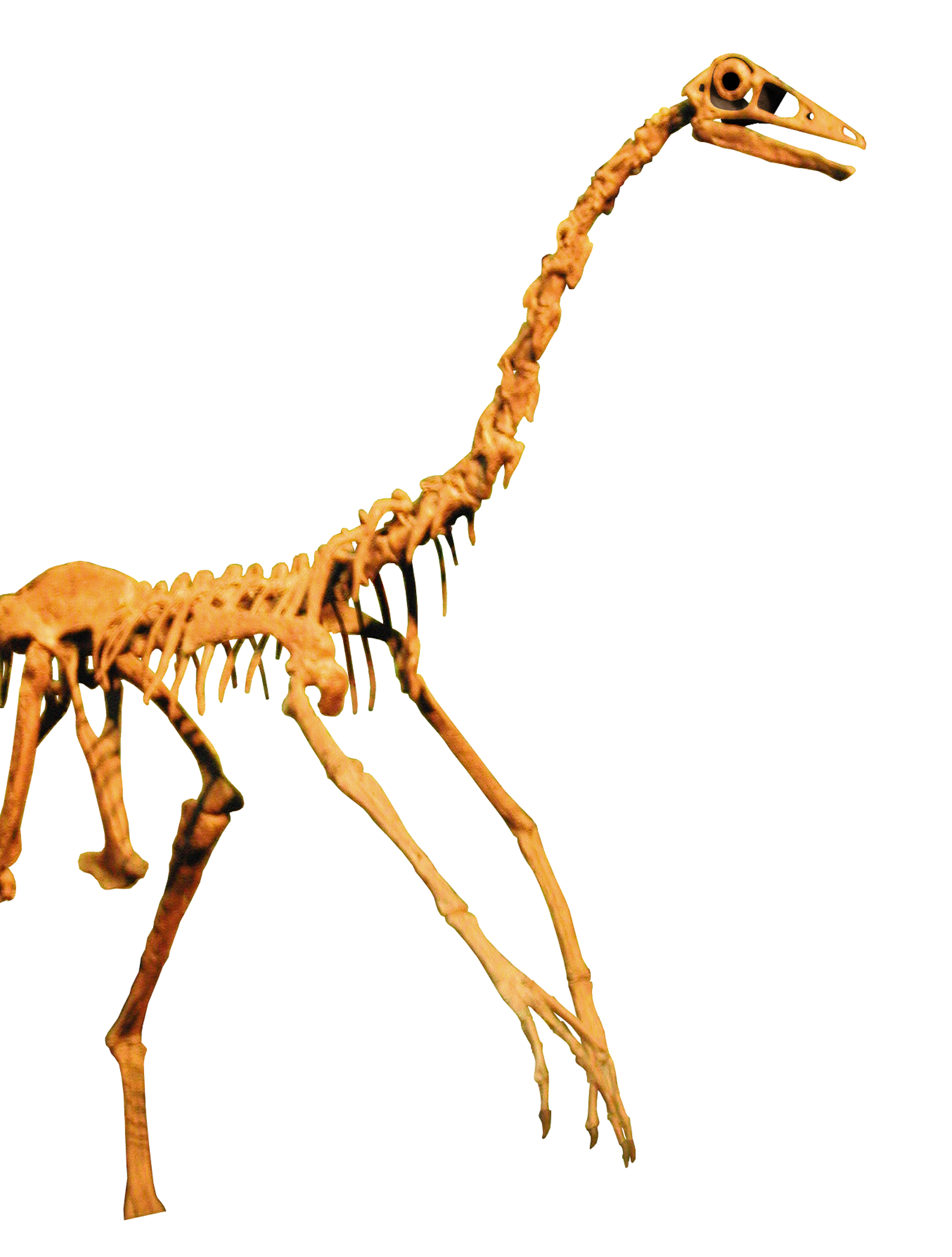
Az Ornithomimus edmontonicus csontváza.
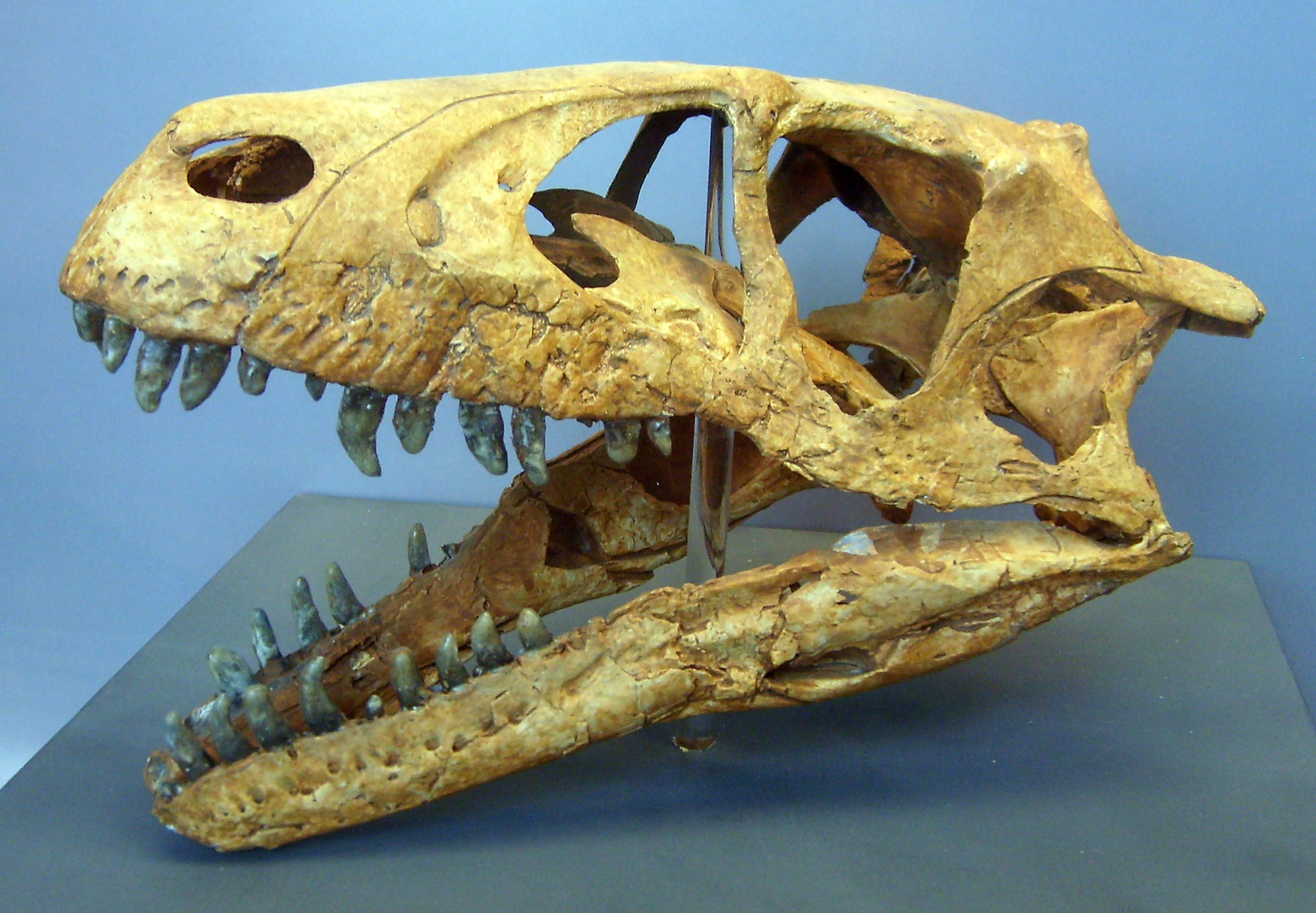
Egy Dromaeosaurus-koponya